# كارلوس مونزون
كارلوس مونزون (بالإسبانية: Carlos Monzón)‏ مواليد 7 أغسطس 1942 في سانتا في، الأرجنتين - الوفاة 8 يناير 1995 في الأرجنتين، كان ملاكم أرجنتيني سابق صنّف ضمن فئة الوزن المتوسط.

## إحصائيات
خاض خلال مسيرته 100 نزالا، فاز في 87 وتعادل في 9 وخسر في 3. فاز بالضربة القاضية في 59 نزالا.

## روابط خارجية
- كارلوس مونزون على موقع IMDb (الإنجليزية)
- كارلوس مونزون على موقع الموسوعة البريطانية (الإنجليزية)
- كارلوس مونزون على موقع قاعدة بيانات الفيلم (الإنجليزية)
- كارلوس مونزون على موقع بوكس ريك (الإنجليزية) (registration required)